# Glocken auf dem Johanniskirchhof

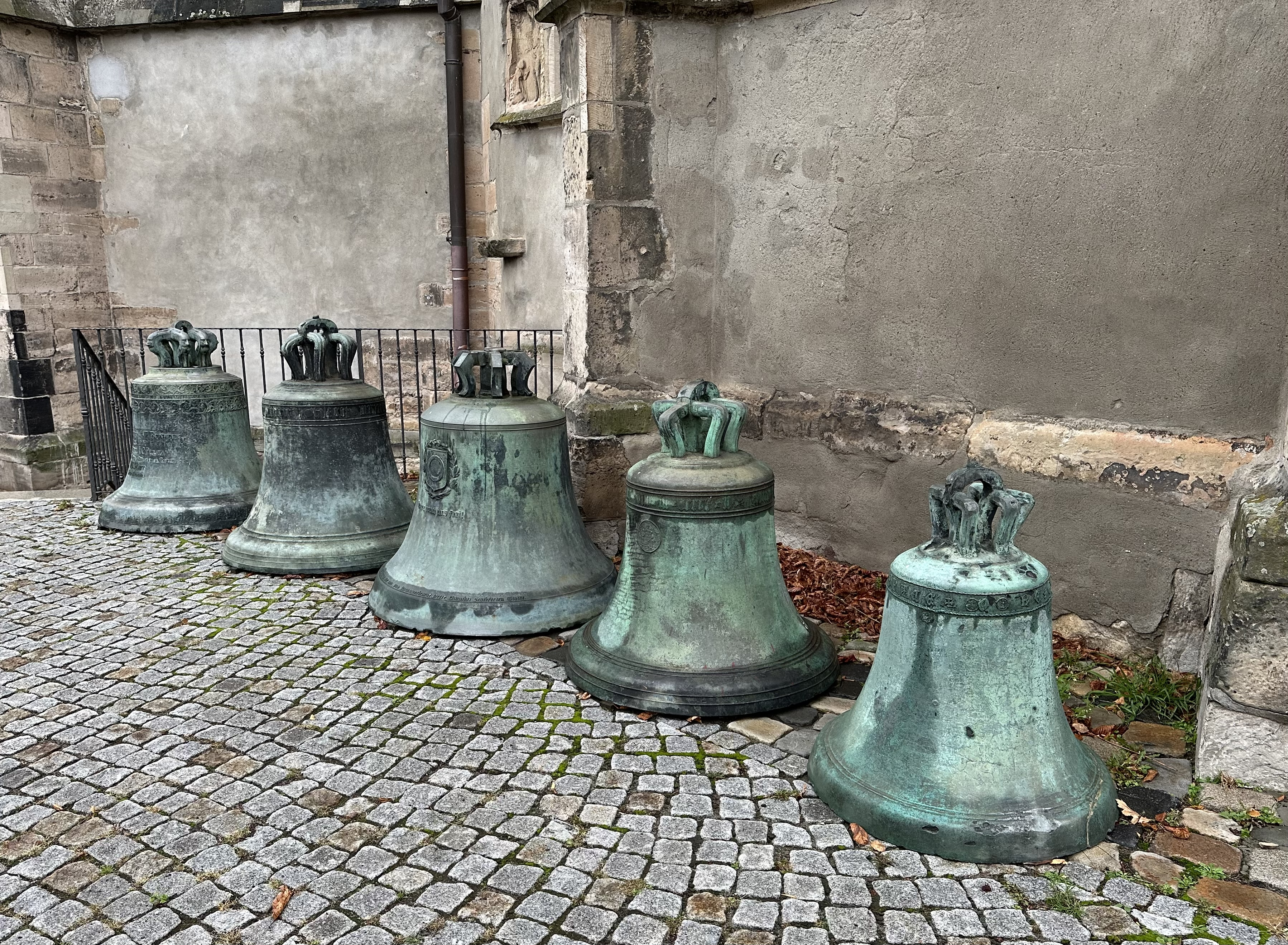
Die fünf Bronzeglocken, 2024

Als Glocken auf dem Johanniskirchhof wurden sechs Kirchenglocken in Magdeburg in Sachsen-Anhalt bezeichnet, die sich auf dem Johanniskirchhof befanden. Nach einer Umsetzung der Glocken an einen sichereren Standort, befindet sich nur noch eine der Glocken vor Ort.

## Standort
Die Glocken befanden sich in der Magdeburger Altstadt an der südöstlichen Ecke des Johanniskirchhofs, nordöstlich des Chors der Johanniskirche.

## Geschichte und Beschaffenheit
Bei den fünf direkt am Chor aufgestellten Glocken handelte es sich um historische Bronzeglocken. Eine weitere, etwas weiter nordöstlich, nahe der Einmündung des Tannenbergs, stehende Glocke, ist aus Eisenhartguss.
An diesem Platz wurden die Glocken im Jahr 2004 aufgestellt. Zuvor gehörten sie zu den Glocken im Kloster Unser Lieben Frauen und standen dann bei der im Bereich der Denkmalpflege tätigen Paul Schuster GmbH. Zeitweise war davon ausgegangen worden, dass die Glocken ursprünglich aus örtlichen Kirchen stammen würden.
2011 wurden von Unbekannten zwei der Bronzeglocken mehrere Meter von ihrem Standort weggerückt. Dies wurde als Vorbereitung zum Diebstahl, möglicherweise durch Buntmetalldiebe verstanden. Vorübergehend wurden dann erst zwei, später auch die drei weiteren Bronzeglocken entfernt. Es gab Überlegungen, die Glocken in Betonfundamente zu verankern. Später wurden die Glocken wieder aufgestellt.
Die Herkunft der Glocken galt als unklar, wobei dann angenommen worden war, dass sie nicht aus den Kirchen der Stadt Magdeburg stammen. Es wird vermutet, dass die Glocken im Zweiten Weltkrieg in ihren jeweiligen Kirchen für Rüstungszwecke beschlagnahmt worden und auf den Glockenfriedhof nach Hamburg gelangten, dort es jedoch nicht mehr zur Einschmelzung kam. Die gemäß Kontrollratsbeschluss aus dem Jahr 1948 erfolgte Rücksendung solcher Glocken an ihre Gemeinden, wurde auch über ein Zwischenlager in Magdeburg abgewickelt. Es wurde vermutet, dass es sich bei den Glocken auf dem Johanniskirchhof um Glocken handelt, die dann nicht mehr zugeordnet werden konnten und daher in Magdeburg verblieben. Bei einer der Glocken konnte jedoch ermittelt werden, dass sie in den 1950er Jahren zunächst wieder an ihren ursprünglichen Ort in der Johanniskirche Hoyerswerda gelangte, dort aber wegen einer Rissbildung 1966 abgehängt und durch eine neue Eisenhartgussglocke mit dem gleichen Schlagton von Schilling & Lattermann ersetzt wurde. Die Gießerei erhielt die gesprungene Bronzeglocke der Quellenlage nach als Gegenleistung für die neue Eisenhartgussglocke. Auf bisher ungeklärte Weise gelangte die defekte Glocke von dort später nach Magdeburg.
2024 konnte auf Initiative von Stadtrat Olaf Meister die Provenienz von drei der Glocken ermittelt werden. Für eine weitere besteht auf Grund der Inschrift eine konkrete Vermutung zur Herkunft. Aufgrund von Bedenken zur Sicherheit der kulturhistorisch wertvollen Glocken, gab es über längere Zeit Anregungen von Denkmalpflegern, die Bronzeglocken an einem sichereren Ort unterzubringen. Nach einer Häufung von Vandalismus durch Buntmetalldiebe an Bronzekunstwerken in der Magdeburger Innenstadt wurde entschieden, die Bronzeglocken umzusetzen. Am 25. Februar 2025 wurden die Bronzeglocken daher von Mitarbeitern der Stadtverwaltung mit Unterstützung der Feuerwehr Magdeburg geborgen. Zurück blieb lediglich die Eisenhartgussglocke.
Es gibt Überlegungen zur Rückgabe der geborgenen Bronzeglocken an ihre ursprünglichen Gemeinden.

## Auflistung der Glocken
Im Einzelnen bestanden die nachfolgenden Glocken (von links nach rechts). Vor Ort besteht nur noch die unter Nummer 6 aufgeführte Eisenhartgussglocke.
| Nummer | Bild | Beschreibung | Entstehungszeit                     | Glockengießer                             | ehemaliger Standort |
| ------ | ---- | --- | ----------------------------------- | ----------------------------------------- | --- |
| 1      |      | Reich ornamental verziert und mit Inschriften versehen. Sie trägt die Inschrift C.G.GOTTLEBER. I. F. BENADE. IUSTIZ - AMTMANN. P.PR.U.KIRCH.INSP. C.G.MEHNERT. I.C.PULMANN. OB. KIRCHEN - VORST. BURGERM.U.POSTM. I.G.SEIBT. STADT-RICHTER. Eine umlaufende weitere Inschrift lautet AUF KOSTEN DER KIRCHFARTH VON STADT U. DORFSCHAFTEN UMGEGOSSEN ALLHIER DURCH IOH. IOSEPH KITTEL GLOCKENGIESSER VON NIXDORF IN BOEHMEN AO: 181Z. | 1812 (Umguss einer Glocke von 1525) | Johann Joseph Kittel in Nixdorf in Böhmen | Johanneskirche in Hoyerswerda 1943 zur Einschmelzung beschlagnahmt, in den 1950er Jahren wieder in Hoyerswerda, wegen Rissbildung 1966 abgenommen und durch eine Eisenhartgussglocke mit dem gleichen Schlagton ersetzt. |
| 2      |      | Verziert mit Abgüssen von Münzen bzw. Brakteaten und der Inschrift * Sankt Johannis * Anno domini MCCCCCIII * Hilf got maria berot * | 1503                                | vermutlich Andreas Botger                 | St. Johannis in Nohra bei Bleicherode in Thüringen |
| 3      |      | Glocke Hoffnung; Verziert mit einem Wappen und der darunter befindlichen Inschrift „Herr, mach uns frei!“ Am Glockenrand befinden sich die weiteren Inschriften „Neuerstanden durch Umguss der 1897 von Kommerzienrat Peter Schmidt gestifteten Glocke.“ und „Gegossen von Gebrüder Bachert, Karlsruhe i. B. 1929“ | 1929                                | Gebrüder Bachert, Karlsruhe               | Deutsch-reformierte Kirche in Magdeburg |
| 4      |      | Steile Haube, verziert mit Medaillons mit kleinteiligen Reliefs und der Inschrift: anno dm M CCCCC II sancta maria bit vor uns | 1502                                | vermutlich Gießhütte Ziegler, Erfurt      | vermutlich Erlöserkirche in Fröttstädt bei Gotha in Thüringen |
| 5      |      | Es besteht eine lateinische Schulterinschrift: O REX GLORIAE VENI CUM PACE (O König der Herrlichkeit komme mit Frieden); dazwischen sind möglicherweise Brakteaten oder medaillonartige Plaketten mit Tiermotiven angeordnet. Die Glocke ist allerdings von der Schärfe bis zur Krone durchgehend gerissen, und ein Kronenhenkel fehlt.                                                                                              | um 1300                             |                                           | unbekannt |
| 6      |      | Glocke aus Eisenhartguss mit der umlaufenden Inschrift DIE STUNDEN FLIEHEN ~ MACHT EUCH BEREIT ZUR EWIGKEIT ~ ANS BETEN MAHNT EUCH MEIN GELÄUT! | 1926                                |                                           | unbekannt |